# Джеймс Патрік Меллорі
Джеймс Патрік Меллорі (англ. James Patrick Mallory, нар. 1945) — північноірландський та американський археолог, дослідник індоєвропейської проблематики, професор Белфастського університету, академік Белфастського Королівського університету.

## Біографія
Народився 1945 року. 1967 року отримав ступінь бакалавра історії в Оксідентал-коледжі в Каліфорнії, потім три роки перебував на військовій службі в армії США, був сержантом військової поліції. Навчався в Каліфорнійському університеті у Лос-Анджелесі.
1975 року захистив в «UCLA» докторську дисертацію з індоєвропейської тематики. З 1977 року обіймав різні посади в Університеті королеви, 1989 року став професором доісторичної археології цього ж університету.
Дослідження Меллорі стосуються передусім раннього неоліту та бронзової доби в Європі, проблеми прабатьківщини індоєвропейців, а також археології ранньої Ірландії.
Він підтримує інтеграційний підхід до цих питань, порівнюючи літературні джерела, дані порівняльної лінгвістики та археології. Виступав з жорсткою критикою анатолійської гіпотези про прабатьківщину індоєвропейців, прихильником якої був барон Колін Ренфрю.
Джеймс Меллорі у співавторстві з Дугласом Адамсом написав дві фундаментальні праці про праіндоєвропейську мову та праіндоєвропейську культуру.
Меллорі є редактором журналу Journal of Indo-European Studies, який видається Інститутом вивчення людини (Institute for the Study of Man).

## Праці

### Монографії
- Mallory, J. P. (1989). In Search of the Indo-Europeans: Language, Archaeology and Myth. London: Thames & Hudson. ISBN 0500276161.
- Mallory, J. P.; T. E. McNeill (1991). The Archaeology of Ulster. Belfast: Dufour Editions. ISBN 0853893535.
- Mallory, J. P.; Adams, D. Q. (1997), Encyclopedia of Indo-European Culture, London and Chicago: Fitzroy-Dearborn, ISBN 1884964982
- Mallory, J. P.; Victor H. Mair (2000). The Tarim Mummies: Ancient China and the Mystery of the Earliest Peoples from the West. London: Thames & Hudson. ISBN 0500051011.
- Mallory, J. P.; Adams, D. Q. (2006), The Oxford Introduction to Proto-Indo-European and the Proto-Indo-European World, USA: Oxford University Press, ISBN 0199296685

### Статті
- Mallory, J. P.; R. Blench and M. Spriggs, eds. (1997). The Homelands of the Indo-Europeans. Archaeology and Language. London and New York: Routledge. I: 93—121.
- Mallory, J. P.; K. Jones-Bley and M. E. Huld, eds. (1993). The Indo-European homeland problem: A matter of time. Journal of Indo-European Studies Monography. Washington, D.C. 17: 1—22.
- Mallory, J. P.; J. Jasanoff, H. Melchert, L. Oliver, eds. (1998). The Old Irish Chariot. Mír Curad: Studies in Honor of Calvert Watkins. Innsbruck: Innsbrucker Beitrage zur Sprachwissenschaft: 451—464.